# Serica floridana
Serica floridana är en skalbaggsart som beskrevs av Dawson 1967. Serica floridana ingår i släktet Serica och familjen Melolonthidae. Inga underarter finns listade i Catalogue of Life.